# Novatus Rugambwa
Novatus Rugambwa (Bukoba, 8 de outubro de 1957) é um diplomata e prelado tanzaniano da Igreja Católica pertencente ao serviço diplomático da Santa Sé.

## Biografia
Novatus Rugambwa nasceu em 8 de outubro de 1957 em Bukoba, na Tanzânia. Ele é filho de Benedetto Rugambwa e sua esposa Leocadia. Ele foi batizado em sua cidade natal no dia 3 de novembro seguinte.
De 1964 a 1968 frequentou a Escola Primária Católica Nyakatare em Bukoba e, depois de escolher seguir a sua vocação sacerdotal, de 1968 a 1971 foi aluno do seminário de Rutabo. Depois de se formar, de 1972 a 1975 frequentou a escola secundária no seminário menor de Santa Maria em Rubya. Mudou-se então para o Seminário Menor de Itaga em Tabora, onde estudou de 1976 a 1977. Em 1978, foi obrigado a prestar serviço militar, como todos os universitários da Tanzânia.
De 1979 a 1981 estudou filosofia no seminário maior regional de Ntungamo em Bukoba (Tanzânia). Posteriormente, mudou-se para Roma, na Pontifícia Universidade Urbaniana, onde em 1984 obteve o título de especialista em teologia católica. Ele então ensinou de 1984 a 1986 no seminário menor de Santa Maria de Rubya.

## Ministério presbiteral
Em 5 de janeiro de 1986 foi ordenado diácono, na catedral "Mater Misericordiae" em Bukoba, pelo bispo Nestorius Timanywa, que também o ordenou presbítero no dia 6 de julho seguinte.
Posteriormente, trabalhou como assistente na paróquia de Nshamba. De 1987 a 1991 frequentou a Pontifícia Academia Eclesiástica em Roma, onde se graduou com uma tese sobre a reforma da Cúria Romana a partir do Concílio Vaticano II. Com uma tese com o título de "Ecclesia semper reformanda" obteve o doutorado pela Pontifícia Universidade Urbaniana.
Em 1 de julho de 1991 ingressou oficialmente no serviço diplomático da Santa Sé. Primeiro, foi nomeado subsecretário da nunciatura apostólica no Panamá. Em 1992 foi promovido a secretário na mesma nunciatura. O Papa João Paulo II concedeu-lhe, em 24 de julho de 1992, o título honorário de Capelão de Sua Santidade. De 1994 a 1997 Rugambwa foi contratado como secretário nas nunciaturas apostólicas na República do Congo e no Gabão. Ele se mudou para a nunciatura apostólica em Paquistão em 1997.
Em 2000 Rugambwa foi enviado para Oceania, onde ocupou cargos nas nunciaturas nas Ilhas Cook, em Fiji, nos Estados Federados da Micronésia, em Kiribati, nas Ilhas Marshall, em Nauru, na Nova Zelândia, em Palau, em Samoa, em Tonga e em Vanuatu. Em 5 de junho de 2001, o Papa João Paulo II conferiu-lhe o título de Prelado de honra de Sua Santidade. Rugambwa em 2004 ocupou cargos nas nunciaturas em Indonésia e Timor Leste.
Em 28 de junho de 2007, o Papa Bento XVI o nomeou subsecretário do Pontifício Conselho para a Pastoral dos Migrantes e Itinerantes.
É fluente, além do suaíli nativo, em inglês, italiano, francês, espanhol, alemão e português.

## Episcopado
Em 6 de fevereiro de 2010, o Papa Bento XVI o nomeou núncio apostólico para São Tomé e Príncipe e em 20 de fevereiro, como núncio apostólico em Angola, sendo consagrado como arcebispo-titular de Tagária em 18 de março de 2010, na Basílica de São Pedro, pelas mãos de Tarcisio Bertone, S.D.B., Cardeal Secretário de Estado, coadjuvado por Pier Giorgio Micchiardi, bispo de Acqui e por Nestorius Timanywa, o bispo que o ordenou padre.
Durante a missão em Angola, um país que depois de ter vivido longos anos de guerra civil ainda enfrenta grandes dificuldades, Rugambwa prestou especial atenção às condições das aldeias e populações periféricas. Em 2014, ele criticou a falta de vontade política para permitir a extensão do sinal da Rádio Ecclesia, transmitido apenas na capital, para todas as 18 províncias do país.
Em 5 de março de 2015, o Papa Francisco o transferiu para a nunciatura em Honduras. Neste país, ele deu atenção especial aos emigrantes e prisioneiros. Em maio de 2019 o prelado presidiu a missa de abertura da XXXVII Assembleia Ordinária do Conselho Episcopal Latino-Americano realizada em Tegucigalpa; no mesmo mês o governo hondurenho lhe concedeu a Grã-Cruz com Estrela de Prata da Ordem de Francisco Morazán por sua ação em apoio do povo e por ser testemunha atenta da realidade nacional.
Em 29 de março de 2019, Francisco o nomeou núncio apostólico na Nova Zelândia e delegado apostólico no Oceano Pacífico e, nos meses seguintes, também núncio apostólico em Fiji, Palau, Ilhas Marshall, Kiribati, Nauru, Tonga, em Samoa, nas Ilhas Cook e os Estados Federados da Micronésia.
Em 27 de outubro de 2023, sofreu um acidente vascular cerebral, iniciando sua recuperação em Wellington. Em 16 de março de 2024, seguiu para Roma, para continuar seu tratamento. Dessa forma, teve sua renúncia aceita em 27 de julho de 2024, para dar andamento à sua reabilitação.